# Дете и Карлсон
Дете и Карлсон (рус. Малыш и Карлсон) краткометражни је цртани филм на руском језику из 1968. Сценарио је заснован на причи Астрид Линдгрен "Карлсон, који живи на крову".
1970. године је објављен наставк — Карлсон се вратио.

## Заплет филма
Седмогодишњи дечак, најмлађе дете у породици, недостаје сам. Једног дана, човек са пропелером на леђима улази у његов прозор. Он себе назива: "Карлсон, који живи на крову". Дете и Карлсон постали су пријатељи.

## Гласови
- Клара Румјанова — дете
- Василиј Ливанов — Карлсон / тата детета
- Валентина Леонтјева — мајка детета
- Фаина Рањевскаја — Фрекен Бок (појавила се у филму "Карлсон се вратио")

## Награда
- 1970 — 2. награда за део мультипликационих филмова на IV Свесојузном филмском фестивалу у Минску.[3]